# Житни Поток
Житни Поток је насељено место града Прокупља у Топличком округу. Према попису из 2022. било је 468 становника (према попису из 1991. било је 663 становника)
До 1965. ово насеље је било седиште Општине Житни Поток коју су чинила насељена места: Арбанашка, Богујевац (тада под званичним именом Богојевац), Бреговина, Бублица, Доњи Статовац, Драги Део, Гласовик, Горњи Статовац, Јабучево, Кожинце, Крушевица, Мачина, Мрљак, Нови Ђуровац (тада под званичним називом Нови Ђуревац), Обртинце, Пестиш, Ранкова Река, Ргаје, Средњи Статовац, Стари Ђуровац (тада под званичним називом Стари Ђуревац), Старо Село, Шевиш, Широке Њиве, Товрљане, Трнови Лаз, Власово, Злата и Житни Поток. После укидања општине подручје бивше општине је у целини ушло у састав општине Прокупље.

## Прошлост
Село је добило име по "житу"; велика поља жита су га одувек окруживала. Ту су расла најбоља жита Нове Србије. Налазило се у 19. веку у једној питомој удолини, коју пресеца водоток Житни поток.
Житни Поток је настао 1878. године од досељеника Шопова из Црне Траве. До српско-турског рата то је било "највеће и најлепше" арнаутско село. Све куће су биле бело окречене, покривене ћерамидом, што иначе није било правило (већ једини случај) код Арнаута. Током рата село је попаљено; остале су читаве две-три куће. Припао је цео тај крај звани Пуста Река кнежевини Србији. У административном погледу 1879. године Житни Поток је припао округу Топличком а срезу Јабланичком. У селу је у то време 52 куће, са 373 душе - све Срби. Држава је убирала приходе од пописаних 77 пореских глава.
По опису из 1882. године место је најлепше село и сред-среда општине Житнопоточке. У склопу те општине је чак девет села са 228 кућа - искључиво насељеничких. Општински атар пресецају водотоци Пуста река и Злата. Терен није раван, плодност земљишта је неуједначена. и покривен је шумом, које има у изобиљу.
У Житном Потоку је од осамдесетих година 19. века радила српска основна школа. Године 1879. ту није било писмених људи, јер је школа отворена касније. Била је по извештају из 1896. године четвороразредна са укупно 98 ђака. У месту које припада Топличком округу, добричком срезу, тада је учитељ Лазар Миљковић.
У Житном Потоку као општини било је 1901. године поред Житног Потока још осам села. Уз село Житни Поток била су "селца" Ђуровац и Мачина.
Током Првог светског рата у Житном Потоку је прво била једна мања бугарска јединица са два официра. Када је она повучена на фронт, дошла је нова бугарска војска, са старијим кадром, а нови командант је био потпоручник Гаврило Прзанов. Пошто је Прзанов је био "Русофил" а толерантан, народ није више толико страдао; било је мање убијених и интернираних. Када је дошао у околину четнички војвода Коста Пећанац, Прзанов није ништа предузео. Отишли су из села тада у четнике, Михајло Стојичић општински писар и Драгољуб Константиновић. За време Топличког устанка почетком 1917. године Бугари су држали положај у Житном Потоку. Командант места био је бугарски поручник Прзанов, а ту је стигла као појачање бугарска артиљерија. Месни пешадијски гарнизон је оставио простор за артиљерију, и упутио се у сусрет српским четницима у Куршумлији. Мајор бугарске војске Попов је водио борбе против Срба око Житног Потока. Крајем Првог светског рата, 26. септембра 1918. године место Житни Поток је заузела - ослободила српска коњица. Била је коњица у саставу Прве српске армије.У месту је било немачке војске, а официра и неколико војника су том приликом Срби заробили.
Пре и после 1927. године у Житном Потоку су одржавана четири годишња, вишедневна вашара. Мењали су се само термини одржавања. Марта 1927. године основан је у месту спортски фудбалски клуб "Устанак". Клуб је имао тада 75 чланова, а поред фудбала ови су били активни и у позоришној, певачкој и трезвењачкој секцији. Клуб је имао седиште у једној посебној згради и снабдевен свим потрепштинама. Годину дана је требало да се клуб оснује и започне рад, а истакли су се у том послу шесторица учитеља, председник општине Радослав Ђокић, обласни посланик Величко Ђорђевић и више месних трговаца и млађих мештана.
Пред Други светски рат за Житни Поток се каже да је то "чувено и напредно село". Вредни мештани су до тада подигли цркву, школу, општинску кућу, пошту и "Жито Поточку амбуланту". Први општински лекар је треба да дође у лето 1940. године. Међутим ни до средине септембра 1940. године др Стојановић се није појавио, мада је треба да долази сваког четвртка, у амбуланту у главној улици.
Неколико породица из Житног Потока се 1947. године колонизовало у насеље Српски Милетић у Бачкој. Зидар Стојанче Ивановић (из Житног Потока) је био један од градитеља зграде Скупштине Краљевине Југославије у Београду.
У месту је између два светска рата учитељица била Миља Ивановић. Венчали су се 1935. године, на основу војног решења датог 21. августа. Пешадијски поручник Божидар Ивановић, узео је за супругу учитељицу Миљу, кћерку почившег економа, Божидара Динића из Житног потока. Божо Ивановић, предратни капетан погинуо је 1944. године, код мајор Југословенске краљевске војске у отаџбини. Њихов син је, познати "српски књижевник Иван Ивановић, аутор романа "Црвени краљ". Иван је због својих дела био у послератној Југославији, "забрањен и прећутан писац"; вољом комуниста остао је изван књижевног живота.
Отворена је након Другог светског рата прогимназија у Житном Потоку.

## Демографија
У насељу Житни Поток живи 446 пунолетних становника, а просечна старост становништва износи 40,8 година (38,6 код мушкараца и 43,0 код жена). У насељу има 225 домаћинстава, а просечан број чланова по домаћинству је 2,63.
Становништво у овом насељу веома је нехомогено, а у последња три пописа, примећен је пад у броју становника.
|  |

| Демографија | Демографија | Демографија |
| Година      | Становника  | Становника  |
| ----------- | ----------- | ----------- |
| 1948.       | 1.064       |             |
| 1953.       | 1.137       |             |
| 1961.       | 1.107       |             |
| 1971.       | 902         |             |
| 1981.       | 810         |             |
| 1991.       | 663         | 660         |
| 2002.       | 592         | 617         |

| Етнички састав према попису из 2002.‍ | Етнички састав према попису из 2002.‍ | Етнички састав према попису из 2002.‍ | Етнички састав према попису из 2002.‍ | Етнички састав према попису из 2002.‍ |
| ------------------------------------ | ------------------------------------ | ------------------------------------ | ------------------------------------ | ------------------------------------ |
|                                      |                                      |                                      |                                      |                                      |
| Срби                                 | Срби                                 |                                      | 323                                  | 54,56%                               |
| Роми                                 | Роми                                 |                                      | 262                                  | 44,25%                               |
| непознато                            | непознато                            |                                      | 1                                    | 0,16%                                |

| Година пописа     | 1948. | 1953. | 1961. | 1971. | 1981. | 1991. | 2002. |
| ----------------- | ----- | ----- | ----- | ----- | ----- | ----- | ----- |
| Број домаћинстава | 195   | 225   | 273   | 270   | 279   | 229   | 225   |

| Број чланова      | 1  | 2  | 3  | 4  | 5  | 6 | 7 | 8 | 9 | 10 и више | Просек |
| ----------------- | -- | -- | -- | -- | -- | - | - | - | - | --------- | ------ |
| Број домаћинстава | 56 | 77 | 33 | 31 | 16 | 9 | 0 | 2 | 1 | 0         | 2,63   |

| Пол    | Укупно | Неожењен/Неудата | Ожењен/Удата | Удовац/Удовица | Разведен/Разведена | Непознато |
| ------ | ------ | ---------------- | ------------ | -------------- | ------------------ | --------- |
| Мушки  | 239    | 55               | 157          | 14             | 4                  | 9         |
| Женски | 235    | 28               | 156          | 45             | 2                  | 4         |
| УКУПНО | 474    | 83               | 313          | 59             | 6                  | 13        |

| Пол    | Укупно                    | Пољопривреда, лов и шумарство | Рибарство                            | Вађење руде и камена | Прерађивачка индустрија       |
| ------ | ------------------------- | ----------------------------- | ------------------------------------ | -------------------- | ----------------------------- |
| Мушки  | 46                        | 2                             | 0                                    | 0                    | 7                             |
| Женски | 29                        | 2                             | 0                                    | 0                    | 1                             |
| УКУПНО | 75                        | 4                             | 0                                    | 0                    | 8                             |
| Пол    | Производња и снабдевање   | Грађевинарство                | Трговина                             | Хотели и ресторани   | Саобраћај, складиштење и везе |
| Мушки  | 1                         | 4                             | 8                                    | 1                    | 1                             |
| Женски | 0                         | 0                             | 6                                    | 1                    | 0                             |
| УКУПНО | 1                         | 4                             | 14                                   | 2                    | 1                             |
| Пол    | Финансијско посредовање   | Некретнине                    | Државна управа и одбрана             | Образовање           | Здравствени и социјални рад   |
| Мушки  | 0                         | 0                             | 5                                    | 5                    | 6                             |
| Женски | 0                         | 0                             | 0                                    | 4                    | 12                            |
| УКУПНО | 0                         | 0                             | 5                                    | 9                    | 18                            |
| Пол    | Остале услужне активности | Приватна домаћинства          | Екстериторијалне организације и тела | Непознато            | Непознато                     |
| Мушки  | 1                         | 0                             | 0                                    | 5                    | 5                             |
| Женски | 2                         | 0                             | 0                                    | 1                    | 1                             |
| УКУПНО | 3                         | 0                             | 0                                    | 6                    | 6                             |